# Croton anomalus
Espèce
Croton anomalus est une espèce de plantes à fleurs du genre Croton et de la famille des Euphorbiaceae, présente au Venezuela.